# Euchromia africana
Euchromia africana là một loài bướm đêm thuộc phân họ Arctiinae, họ Erebidae.